# Armari de les Set Claus
O Armari de les Set Claus, oficialmente Arxiu de les Set Claus (em português:  Armário das Sete Chaves) é uma coleção de documentos do principado de Andorra. Tem esse nome porque está localizado num armário que só pode ser aberto com sete chaves dos comuns das sete paróquias de Andorra. Está localizado na Casa de la Vall, no centro de Andorra-a-Velha, onde o Conselho Geral de Andorra se reúne.
A coleção de documentos é composta de documentos desde o século XIV, com um apelo de Miquel Moles e Pere Bonit, curadores dos vales de Andorra, às Cortes Gerais da Coroa de Aragão para poder importar mercadorias do Principado da Catalunha; atos notariais; escritos do Conselho, etc.
Inicialmente o armário teve só seis fechaduras e só podia ser aberto, na mesma, pelas 6 chaves dos comuns até 1978, quando foi criada a sétima paróquia (Escaldes-Engordany)  e foi acrescentada uma fechadura.